# Olga Lundström
Olga Maria Lundström, född Berglund 27 september 1857 i Stockholm, död 10 mars 1937 på Höstsol i Täby församling, var en svensk skådespelare. 
Hon var engagerad vid Södra teatern 1875, hos Collin 1896–1897 och i övrigt vid många resande teatersällskap. 
Bland hennes roller märks Grevinnan i Barnhusbarnen, Siri Brahe i Siri Brahe och Johan Gyllenstierna, Ebba Brahe i Gustaf Adolf och Ebba Brahe, Cecilia i Erik XIV, Drottning Henriette i De tre musketörerna, Hertiginnan i Den puckelryggige, Fru Solness i Byggmästar Solness och Fru Raquin i Thérèse Raquin.
Hon var gift med skådespelaren Edvard Nikolaus Lundström.